# Les Aventures de Food Boy

Les Aventures de Food Boy est un téléfilm américain de Dane Cannon, sorti en 2008 aux États-Unis. 

## Synopsis
Ezra Chase, un élève de terminale, rêve d'intégrer une prestigieuse université. Soucieux d'étoffer son dossier scolaire, il décide bientôt de se présenter à l'élection de président des juniors du lycée. Les choses se compliquent lorsque toutes sortes de produits alimentaires se mettent soudainement à sortir de ses paumes sans que le jeune homme ne puisse maîtriser cet inquiétant phénomène...

## Fiche technique
- Titre : Les Aventures de Food Boy
- Titre original : The Adventures of Food Boy
- Réalisation : Dane Cannon
- Scénario : Marc Mangum
- Pays d'origine :  États-Unis
- Genre : comédie
- Durée : 90 minutes

## Distribution
- Lucas Grabeel : Ezra
- Brittany Curran (VFB : Violette Pallaro) : Shelby
- Kunal Sharma : Joel
- Jeff Braine : Dylan
- Noah Bastian : Garrett
- McCall Clark : Justine